# Indische Frauen-Cricket-Nationalmannschaft in England in der Saison 2021
Die Tour der indischen Frauen-Cricket-Nationalmannschaft nach England in der Saison 2021 fand vom 16. Juni bis zum 15. Juli 2021 statt. Die internationale Cricket-Tour war Bestandteil der Internationalen Cricket-Saison 2021 und umfasste einen WTest, drei WODIs und drei WTwenty20s. England gewann die WODI-Serie und WTwenty20-Serie jeweils 2–1, während die WTest-Serie Unentschieden endete.

## Vorgeschichte
Für beide Mannschaften war es die erste Tour der Saison. Das letzte Aufeinandertreffen der beiden Mannschaften bei einer Tour fand in der Saison 2018/19 in Indien statt.

## Stadien
Die folgenden Stadien wurden für die Austragung der Tour ausgewählt und am 13. April 2021 bekannt gegeben.
| Stadion               | Stadt       | Kapazität | Spiele            |
| --------------------- | ----------- | --------- | ----------------- |
| Bristol County Ground | Bristol     | 17.500    | 1. WTest; 1. WODI |
| County Ground         | Chelmsford  | 6.500     | 3. WT20           |
| County Cricket Ground | Hove        | 7.000     | 2. WT20           |
| County Cricket Ground | Northampton | 6.500     | 1. WT20           |
| County Ground         | Taunton     | 8.500     | 2. WODI           |
| New Road              | Worcester   | 5.500     | 3. WODI           |

## Kaderlisten
England benannte seinen WTest-Kader am 9. Juni, seinen WODI-Kader am 22. Juni und seinen WTwenty20-Kader am 6. Juli 2021. Indien benannte seine Kader am 14. Mai 2021.
| Test | Test | ODI | ODI | Twenty20 | Twenty20 |
| England | Indien | England | Indien | England | Indien |
| --- | --- | --- | --- | --- | --- |
| - Heather Knight (K) - Natalie Sciver (VK) - Emily Arlott - Tammy Beaumont - Katherine Brunt - Kate Cross - Sophia Dunkley - Sophie Ecclestone - Georgia Elwiss - Tash Farrant - Amy Jones (wk) - Anya Shrubsole - Mady Villiers - Fran Wilson - Lauren Winfield-Hill | - Mithali Raj (K) - Harmanpreet Kaur (VK) - Taniya Bhatia (wk) - Ekta Bisht - Jhulan Goswami - Smriti Mandhana - Shikha Pandey - Priya Punia - Sneh Rana - Punam Raut - Jemimah Rodrigues - Arundhati Reddy - Indrani Roy (wk) - Deepti Sharma - Pooja Vastrakar - Shafali Verma - Poonam Yadav - Radha Yadav | - Heather Knight (K) - Natalie Sciver (VK) - Emily Arlott - Tammy Beaumont - Katherine Brunt - Kate Cross - Freya Davies - Sophia Dunkley - Sophie Ecclestone - Tash Farrant - Sarah Glenn - Amy Jones (wk) - Anya Shrubsole - Mady Villiers - Fran Wilson - Lauren Winfield-Hill | - Mithali Raj (K) - Harmanpreet Kaur (VK) - Taniya Bhatia (wk) - Ekta Bisht - Jhulan Goswami - Smriti Mandhana - Shikha Pandey - Priya Punia - Sneh Rana - Punam Raut - Jemimah Rodrigues - Arundhati Reddy - Indrani Roy (wk) - Deepti Sharma - Pooja Vastrakar - Shafali Verma - Poonam Yadav - Radha Yadav | - Heather Knight (K) - Natalie Sciver (VK) - Tammy Beaumont - Katherine Brunt - Freya Davies - Sophia Dunkley - Sophie Ecclestone - Tash Farrant - Sarah Glenn - Amy Jones (wk) - Anya Shrubsole - Mady Villiers - Fran Wilson - Danni Wyatt | - Harmanpreet Kaur (K) - Smriti Mandhana (VK) - Simran Bahadur - Taniya Bhatia (wk) - Ekta Bisht - Harleen Deol - Richa Ghosh - Shikha Pandey - Sneh Rana - Arundhati Reddy - Jemimah Rodrigues - Indrani Roy (wk) - Deepti Sharma - Pooja Vastrakar - Shafali Verma - Poonam Yadav - Radha Yadav |

## Tests

### Erster Test in Bristol
| 16. – 19. Juni Scorecard | Bristol | England 396-9 (121.2) | – | Indien 231 (81.2) & 344-8 (121) (f/o) |
|                          |         | Remis                 |   |                                       |

England gewann den Münzwurf und entschied sich als Schlagmannschaft zu beginnen. Also Spielerin des Spiels wurde Shafali Verma ausgezeichnet.

## Women’s One-Day Internationals

### Erstes WODI in Bristol
| 27. Juni Scorecard | Bristol | Indien 201-8 (50)             | – | England 202-2 (34.5) |
|                    |         | England gewinnt mit 8 Wickets |   |                      |

England gewann den Münzwurf und entschied sich als Feldmannschaft zu beginnen. Also Spielerin des Spiels wurde Tammy Beaumont ausgezeichnet.

### Zweites WODI in Taunton
| 30. Juni Scorecard | Taunton | Indien 221 (50)               | – | England 225-5 (47.3) |
|                    |         | England gewinnt mit 5 Wickets |   |                      |

England gewann den Münzwurf und entschied sich als Feldmannschaft zu beginnen. Also Spielerin des Spiels wurde Kate Cross ausgezeichnet.

### Drittes WODI in Worcester
| 3. Juli Scorecard | Worcester | England 219 (47)             | – | Indien 220-6 (46.3) |
|                   |           | Indien gewinnt mit 4 Wickets |   |                     |

Indien gewann den Münzwurf und entschied sich als Feldmannschaft zu beginnen. Also Spielerin des Spiels wurde Mithali Raj ausgezeichnet.

## Women’s Twenty20 Internationals

### Erstes WTwenty20 in Northampton
| 9. Juli Scorecard | Northampton | England 177-7 (20)                       | – | Indien 54-3 (8.4) |
|                   |             | England gewinnt mit 18 Runs (D/L method) |   |                   |

Indien gewann den Münzwurf und entschied sich als Feldmannschaft zu beginnen. Also Spielerin des Spiels wurde Nat Sciver ausgezeichnet.

### Zweites WTwenty20 in Hove
| 11. Juli Scorecard | Hove | Indien 148-4 (20)         | – | England 140-8 (20) |
|                    |      | Indien gewinnt mit 8 Runs |   |                    |

England gewann den Münzwurf und entschied sich als Feldmannschaft zu beginnen. Also Spielerin des Spiels wurde Deepti Sharma ausgezeichnet.

### Drittes WTwenty20 in Chelmsford
| 14. Juli Scorecard | Chelmsford | Indien 153-6 (20)             | – | England 154-2 (18.4) |
|                    |            | England gewinnt mit 8 Wickets |   |                      |

Indien gewann den Münzwurf und entschied sich als Schlagmannschaft zu beginnen. Also Spielerin des Spiels wurde Danni Wyatt ausgezeichnet.

## Auszeichnungen

### Player of the Series
Als Player of the Series wurden der folgende Spieler ausgezeichnet.
| Serie | Player of the Series |
| ----- | -------------------- |
| WTest | –                    |
| WODI  | Sophie Ecclestone    |
| WT20  | Nat Sciver           |

### Player of the Match
Als Player of the Match wurden die folgenden Spielerinnen ausgezeichnet.
| Spiel    | Player of the Match |
| -------- | ------------------- |
| 1. WTest | Shafali Verma       |
| 1. WODI  | Tammy Beaumont      |
| 2. WODI  | Kate Cross          |
| 3. WODI  | Mithali Raj         |
| 1. WT20  | Nat Sciver          |
| 2. WT20  | Deepti Sharma       |
| 3. WT20  | Danni Wyatt         |